# Impasse Daunay
Ne doit pas être confondu avec Passage Daunay.
L'impasse Daunay est une voie située dans le quartier de la Roquette du 11e arrondissement de Paris.
Il ne faut pas la confondre avec le passage Daunay, situé dans le 18e arrondissement.

## Situation et accès
L'impasse Daunay est desservie par les lignes 2 et 3 à la station Père Lachaise.

## Origine du nom
Cette voie tient son nom du voisinage de l'ancienne barrière d'Aunay, du mur des Fermiers généraux, après glissement orthographique.

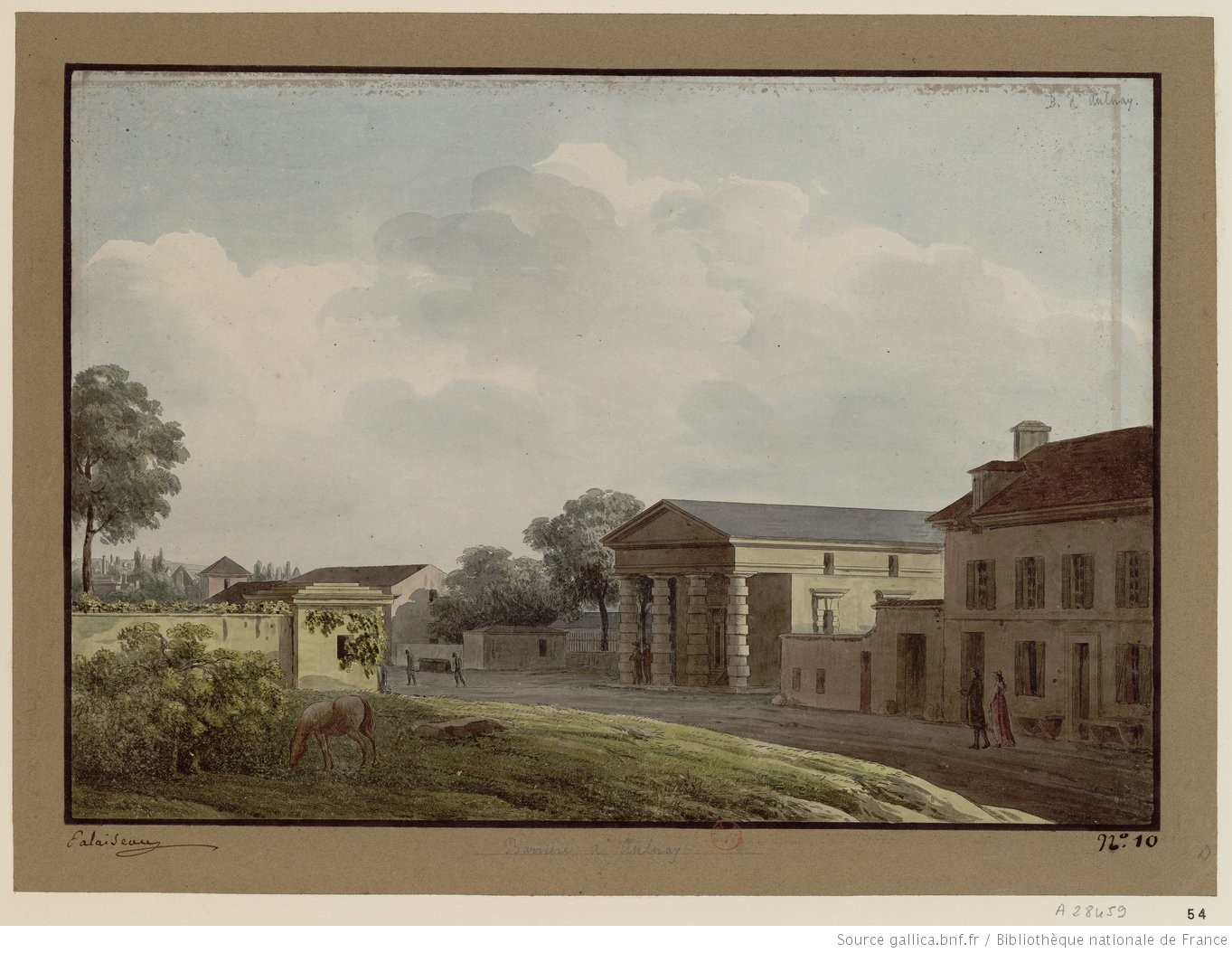
La barrière d'Aunay.

## Historique
Cette voie, ouverte en 1858 sous le nom d'« impasse d'Aunay », devient par la suite l'« impasse Daunay ».